# International Weddell Sea Oceanographic Expeditions

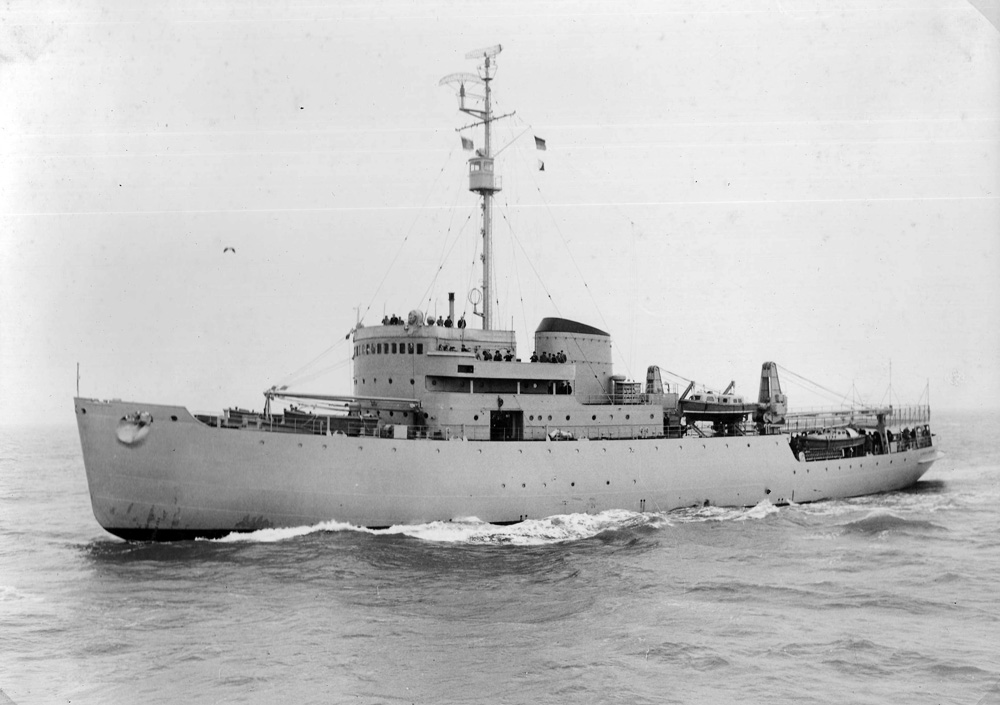
Die ARA General San Martín, eines der beiden Schiffe der ersten Expedition der IWSOE

Die International Weddell Sea Oceanographic Expeditions (IWSOE) waren eine Reihe internationaler meereskundlicher Expeditionen in das Gebiet des westantarktischen Weddell-Meeres.
Die erste Forschungsfahrt fand zwischen dem 20. Januar und 15. März 1968 statt. Beteiligt waren der US-amerikanische Eisbrecher USS Glacier unter dem Kommandanten Opie Lloyd Dawson (1919–2011) und der argentinische Eisbrecher ARA General San Martín unter Kapitän Alfredo Bernardo Astiz. Dabei wurden vier norwegische Messbojen am Kontinentalhang befestigt, um über einen Zeitraum von 12 Monaten die Temperaturen und Meeresströmungen im Tiefenwasser zu ermitteln. Ferner kamen 70 weitere Messstationen auf dem Meereis zur Erkundung biologischer und physikalischer Charakteristika zum Einsatz. In der zweiten, 1969 durchgeführten Phase wurden die Aktivitäten der ersten Fahrt fortgeführt, die Messbojen und -stationen zur Auswertung eingesammelt und Vermessungen in der Weddell-Meer-Region vorgenommen. Bei der dritten Fahrt im Jahr 1977 wurden die 1969 nicht komplettierten Aktivitäten abgeschlossen.